# Shortland-Inseln
Die Shortland-Inseln sind eine Inselgruppe im Nordwesten der pazifischen Salomon-Inseln.

## Geographie
Die Shortland-Inseln sind der Insel Bougainville südöstlich vorgelagert. Sie bilden so die „natürliche Grenzlinie“ zwischen den nördlichen Salomon-Inseln (insbesondere den Inseln Bougainville und Buka), welche zu Papua-Neuguinea gehören, und den südlichen Salomon-Inseln, welche zu dem seit 1978 den unabhängigen Inselstaat Salomonen bilden.
Die Shortland-Inseln bestehen aus über 100 kleinen Inseln vulkanischen Ursprungs, welche eine Kette von knapp 65 km Länge bilden. Die überwiegend flachen, teilweise mit Kokospalmen bepflanzten Inseln weisen eine Gesamtlandfläche von 414 km² auf.
Nicht alle Inseln der Gruppe sind bewohnt. Die beiden größten bewohnten Inseln sind Alu (Shortland Island) im Südwesten und Fauro im Nordosten.
Zu den Shortland-Inseln gehören unter anderem folgende Inseln (von Südwest nach Nordost):
- Pirumeri
- Poporang Island
- Alu (Shortland Island)
- Ballalae
- Illina
- Rohae
- Fauro
- Ovau
- Masamasa
- Oema

1986 wurden die Inseln von etwa 3100 Menschen, überwiegend Melanesiern, bewohnt.

## Geschichte
Die Shortland-Inseln wurden im Jahre 1788 von dem Kapitän der Royal Navy John Shortland (sen.) für Europa entdeckt und nach ihm selbst benannt.
Bis zum Berliner Samoa-Vertrag vom 14. November 1899 erhob das Deutsche Reich Ansprüche auf die Inseln als Teil von Deutsch-Neuguinea. Mit dem Vertrag gingen Inseln zusammen mit den Provinzen Choiseul und Isabel an Großbritannien über, welche bis dahin bereits die südlichen Salomonen verwaltete. Lediglich Bougainville und Buka verblieben beim Deutschen Schutzgebiet.
Die Shortland-Inseln wurden Anfang 1942 von japanischen Truppen besetzt (→ Japanische Invasion der Shortland-Inseln).

## Tourismus
Die Inseln werden von Zeit zu Zeit von Kreuzfahrtschiffen angelaufen. Eines ihrer Ziele ist die Insel Pirumeri.
Auf der kleinen unbewohnten Insel Ballalae zwischen Alu und Fauro befindet sich ein Flugfeld (Balalae Airport).